# 中国共产党临澧县委员会
中国共产党临澧县委员会（简称中共临澧县委）是中国共产党在湖南省常德市临澧县的领导机关。

## 沿革

### 反腐败工作
2006年5月，李大伦接受湖南省纪委查处，2007年1月26日，李大伦涉嫌受贿1434万元，另有1765万元不能说明来源，长沙市人民检察院向长沙市中级人民法院提起公诉。2008年11月20日，长沙市中级人民法院一审判处李大伦死刑缓期两年执行，剥夺政治权利终身，并且处没收个人全部财产。

## 职责
根据《中国共产党地方委员会工作条例》，中国共产党地方委员会主要实行政治、思想和组织领导，承担下列职能：
1. 对本地区重大问题作出决策。
2. 通过法定程序使党组织的主张成为地方性法规、地方政府规章或者其他政令。
3. 加强对本地区宣传思想文化工作的领导，牢牢掌握意识形态工作领导权、话语权。
4. 按照干部管理权限任免和管理干部，向地方国家机关、政协组织、人民团体、国有企事业单位等推荐重要干部。
5. 支持和保证人大、政府、政协、法院、检察院、人民团体等依法依章程独立负责、协调一致地开展工作，发挥这些组织中党组的领导核心作用。
6. 加强对本地区群团工作和统一战线工作的领导。
7. 动员、组织所属党组织和广大党员，团结带领群众实现党的目标任务。

## 历任书记
| 姓名   | 就任日期   | 卸任日期   | 备注     |
| ------ | ---------- | ---------- | -------- |
| 杨子云 | 1949年8月  | 1950年5月  | [ 3 ]    |
| 丁少之 | 1950年5月  | 1952年1月  | [ 3 ]    |
| 程志远 | 1952年1月  | 1953年6月  | [ 3 ]    |
| 史朝祥 | 1953年7月  | 1954年6月  | [ 3 ]    |
| 王明江 | 1954年6月  | 1956年5月  | [ 3 ]    |
| 王明江 | 1956年6月  | 1959年10月 | 第一书记 |
| 郭新桢 | 1959年10月 | 1962年12月 | 第一书记 |
| 赵会礼 | 1962年12月 | 1968年3月  | [ 3 ]    |
| 杨少成 | 1970年10月 | 1973年10月 | [ 3 ]    |
| 吴愈俊 | 1973年5月  | 1983年11月 | [ 3 ]    |
| 韩林安 | 1983年11月 | 1985年1月  | [ 3 ]    |
| 夏绍春 | 1985年1月  | 1989年4月  | [ 3 ]    |
| 王孝忠 | 1989年12月 | 1992年7月  | [ 3 ]    |
| 李大伦 | 1992年9月  | 1994年11月 | [ 3 ]    |
| 刘春林 | 1994年12月 | 1998年9月  | [ 3 ]    |
| 吴生元 | 1998年9月  | 2000年9月  |          |
| 吴友云 | 2000年9月  | 2006年12月 |          |
| 黄清宇 | 2006年12月 | 2011年12月 |          |
| 石玉林 | 2011年12月 | 2013年3月  |          |
| 杨琦明 | 2013年3月  | 2016年7月  | [ 4 ]    |
| 李正才 | 2016年9月  | 2017年11月 | [ 5 ]    |
| 陈章杰 | 2017年12月 | 2021年11月 | [ 6 ]    |
| 李雨初 | 2021年11月 |            | [ 7 ]    |